# Ningaui timealeyi
Ningaui timealeyi — вид родини сумчастих хижаків. Проживає в регіоні Пілбара, в регіоні Гаскойн і Малій Піщаній пустелі Західної Австралії в напівпосушливих спініфексових (рід Spinifex) луках на зандрових рівнинах близько до виходів скельних порід. Самиці частіш за все народжують п'ять, шість малюків. Довжина голови й тіла: 46—57 мм, довжина хвоста: 59—79 мм, вага: 2—9.4 грамів

## Загрози та охорона
Здається, немає серйозних загроз для цього виду. Присутній у Національному Парку Каріджіні і в Національному Парку Мілстрім Чічестер.